# واتكينس (نيويورك)
واتكينس (بالإنجليزية: Watkins Glen, New York)‏ هي بلدة تقع في الولايات المتحدة في نيويورك (ولاية). يقدر عدد سكانها بـ 1,859 نسمة ومساحتها 5.8 كم2 وترتفع عن سطح البحر 141 متر.

## التركيبة السكانية
حدّد مكتب تعداد الولايات المتحدة بيانات التركيبة السكانية لواتكينس في تعداد الولايات المتحدة. في ما يلي، التركيبة السكانية حسب تعدادي 2000 و2010.

### تعداد عام 2000
بلغ عدد سكان واتكينس 2,149 نسمة بحسب تعداد عام 2000، وبلغ عدد الأسر 941 أسرة وعدد العائلات 546 عائلة مقيمة في القرية. في حين سجلت الكثافة السكانية 427.2 نسمة لكل كيلومتر مربع (1,106.4/ميل2). وبلغ عدد الوحدات السكنية 1,035 وحدة بمتوسط كثافة قدره 205.8 لكل كيلومتر مربع (533.0/ميل2).
وتوزع التركيب العرقي للقرية بنسبة 97.91% من البيض و0.28% من الأمريكيين الأفارقة و0.42% من الأمريكيين الأصليين و0.60% من الأمريكيين ذوي الأصول الآسيوية و0.14% من الأعراق الأخرى و0.65% من عرقين مختلطين أو أكثر و1.30% من الهسبانيون أو اللاتينيون من أي عرق.
بلغ عدد الأسر 941 أسرة كانت نسبة 31% منها لديها أطفال تحت سن الثامنة عشر تعيش معهم، وبلغت نسبة الأزواج القاطنين مع بعضهم البعض 40.2% من أصل المجموع الكلي للأسر، ونسبة 13.5% من الأسر كان لديها معيلات من الإناث دون وجود شريك، بينما كانت نسبة 4.4% من الأسر لديها معيلون من الذكور دون وجود شريكة وكانت نسبة 42% من غير العائلات. تألفت نسبة 37.1% من أصل جميع الأسر من عدة أفراد يعيشون في نفس المنزل ونسبة 17% كانت تتألف من شخص يعيش بمفرده يبلغ من العمر 65 عاماً أو أكثر. وبلغ متوسط حجم الأسرة المعيشية 2.23، أما متوسط حجم العائلات فبلغ 2.90.
بلغ العمر الوسطي للسكان 39.6 عاماً. وكانت نسبة 23.7% من القاطنين تحت سن الثامنة عشر، وكانت نسبة 8.1% بين الثامنة عشر والرابعة والعشرين عاماً، ونسبة 25.4% كانت واقعةً في الفئة العمرية ما بين الخامسة والعشرين والرابعة والأربعين عاماً، ونسبة 22.9% كانت ما بين الخامسة والأربعين والرابعة والستين، ونسبة 17.7% كانت ضمن فئة الخامسة والستين عاماً فما فوق. يوجد لكل 100 أنثى 84.2 ذكر، ويوجد لكل 100 أنثى في الثامنة عشر من عمرها فما فوق 79.2 ذكر.
بلغ متوسط دخل الأسرة في القرية 30,094 دولارًا، أما متوسط دخل العائلة فبلغ 41,172 دولارًا. وكان متوسط دخل الذكور 31,993 دولارًا مقابل 22,647 دولارًا للإناث. وسجل دخل الفرد الخاص بالقرية 17,096 دولارًا. وكانت نسبة 9.5% من العائلات ونسبة 14.3% من السكان تحت خط الفقر، وكان من هؤلاء نسبة 21.5% تحت سن الثامنة عشر ونسبة 10.1% في الخامسة والستين من العمر وما فوق.

### تعداد عام 2010
بلغ عدد سكان واتكينس 1,859 نسمة بحسب تعداد عام 2010، وبلغ عدد الأسر 873 أسرة وعدد العائلات 442 عائلة مقيمة في القرية. في حين سجلت الكثافة السكانية 369.6 نسمة لكل كيلومتر مربع (957.3/ميل2). وبلغ عدد الوحدات السكنية 977 وحدة بمتوسط كثافة قدره 194.2 لكل كيلومتر مربع (503.0/ميل2).
وتوزع التركيب العرقي للقرية بنسبة 96.18% من البيض و0.54% من الأمريكيين الأفارقة و0.38% من الأمريكيين الأصليين و0.48% من الأمريكيين ذوي الأصول الآسيوية و0.70% من الأعراق الأخرى و1.72% من عرقين مختلطين أو أكثر و1.40% من الهسبانيون أو اللاتينيون من أي عرق.
بلغ عدد الأسر 873 أسرة كانت نسبة 25.3% منها لديها أطفال تحت سن الثامنة عشر تعيش معهم، وبلغت نسبة الأزواج القاطنين مع بعضهم البعض 33.7% من أصل المجموع الكلي للأسر، ونسبة 12.7% من الأسر كان لديها معيلات من الإناث دون وجود شريك، بينما كانت نسبة 4.2% من الأسر لديها معيلون من الذكور دون وجود شريكة وكانت نسبة 49.4% من غير العائلات. تألفت نسبة 42.4% من أصل جميع الأسر من عدة أفراد يعيشون في نفس المنزل ونسبة 18.8% كانت تتألف من شخص يعيش بمفرده يبلغ من العمر 65 عاماً أو أكثر. وبلغ متوسط حجم الأسرة المعيشية 2.09، أما متوسط حجم العائلات فبلغ 2.86.
بلغ العمر الوسطي للسكان 43.2 عاماً. وكانت نسبة 20.2% من القاطنين تحت سن الثامنة عشر، وكانت نسبة 7.8% بين الثامنة عشر والرابعة والعشرين عاماً، ونسبة 24.3% كانت واقعةً في الفئة العمرية ما بين الخامسة والعشرين والرابعة والأربعين عاماً، ونسبة 30.2% كانت ما بين الخامسة والأربعين والرابعة والستين، ونسبة 17.5% كانت ضمن فئة الخامسة والستين عاماً فما فوق. وتوزع التركيب الجنسي للسكان بنسبة 46.6% ذكور و53.4% إناث.